# Осиповский мятеж
Осиповский мятеж — антисоветское восстание в январе 1919 года в Ташкенте, руководимое военным комиссаром Туркестанской республики К. П. Осиповым.

## Предпосылки восстания
В ноябре 1917 г. в Ташкенте в результате вооружённого восстания к власти пришла коалиция большевиков и левых эсеров, провозгласившая установление Советской власти в крае. Однако к началу 1919 г. Туркестан оказался в кольце фронтов, отрезанным от Центральной России, испытывая недостаток продовольствия и топлива. В Ферганской долине активизировались вооружённые отряды под предводительством курбаши Мадамин-бека, боровшиеся с Советской властью, английские оккупационные войска контролировали Ашхабад, на востоке, в Семиречье, против советской власти выступали белоказаки, на севере железнодорожное сообщение с центральной Россией было перерезано отрядами казачьего атамана Дутова. Для свержения советской власти в Ташкенте группой бывших офицеров царской армии, рядом представителей русской интеллигенции и чиновников бывшей администрации края была создана и активно действовала подпольная Туркестанская военная организация (ТВО), готовившая восстание против советской власти. В крае активно действовали агенты иностранных спецслужб в основном под прикрытием иностранных дипломатических миссий, аккредитованных в Ташкенте при правительстве Туркестанской республики, которые оказывали активную помощь Туркестанской военной организации. Однако осенью 1918 года спецслужбы Туркестанской республики — ТуркЧК совместно с уголовным розыском Ташкента — раскрыли заговор. Был произведён ряд арестов среди руководителей ТВО. Опасаясь дальнейших арестов, оставшиеся на свободе руководители подполья бежали в Ферганскую долину к Мадамин-беку, но некоторые ответвления организации уцелели и продолжали действовать.
Сложившаяся при тогдашней власти обстановка — нехватка топлива и продовольствия, разгул уголовной преступности в городе — способствовала росту недовольства среди населения Ташкента, в том числе и среди рабочих производственных предприятий, являвшихся основной опорой советской власти в Туркестанском Крае, на тот момент получившим название Туркестанская республика. К концу 1918 года стали складываться напряжённые отношения между фракциями коалиционного правительства в Ташкенте — левыми эсерами с одной стороны и большевиками с другой, так как на многие руководящие посты среди большевиков были назначены представители, присланные из Москвы Лениным.
На обломках ТВО была создана организация, получившее впоследствии название «Совет пяти», куда первоначально вошли член партии большевиков с 1903 г. комиссар железнодорожных мастерских Василий Агапов, лично знавший Ленина, однако находившийся в оппозиции к недавно присланным из Москвы товарищам по партии, два бывших полковника царской армии Цветков и Руднев, крупный советский служащий Александр Тишковский. Пятым в организацию заговорщики пригласили военкома Туркестанской республики Константина Осипова. Заговорщики предполагали использовать его как главную ударную силу, а затем отстранить его от руководства или даже ликвидировать как слишком опасного соперника в борьбе за власть. Однако Константин Осипов, будучи крайне амбициозным и энергичным человеком, имел свои собственные «наполеоновские» планы на будущее края. После начала восстания Осипов провозгласил себя военным диктатором и полностью взял руководство восстанием на себя.

## Ход восстания
Объединённые силы восставших составляли около 2 тыс. чел. В случае планировавшегося захвата Главных железнодорожных мастерских, где хранился арсенал рабочих дружин железнодорожных мастерских, заговорщики могли вооружить ещё тысячу. Осипов делал ставку и на большую часть левых эсеров. Он считал, что в критический момент они окажут ему помощь. Большевики были расколоты — местные находились в скрытой оппозиции к тем, которых прислал в Туркестан Ленин.
Правительство большевиков было осведомлено о готовящемся заговоре, но сам Константин Осипов оставался вне подозрений. Когда чекисты вышли на след заговорщиков, арестовав сначала гимназиста Виктора Ботта, занимавшегося переправкой оружия, а затем, после неудачной попытки его освобождения старшим братом Евгением Боттом, и самого адъютанта военного комиссара – Евгения Ботта, вмешался сам председатель Совнаркома Туркестанской республики Фигельский и отдал арестованного адъютанта на поруки Осипову. Верхушка большевиков – Во́тинцев, Фигельский и Шумилов – беспредельно доверяла военному комиссару. И когда вечером 18 января 1919 года началось восстание, председатель ЦИК Туркреспублики В. Д. Вотинцев, председатель Ташкентского совета Н. В. Шумилов и его заместитель В. Н. Финкельштейн, а также председатель Туркестанского ЧК Д. П. Фоменко поехали к Осипову выяснить обстановку. Осипов хладнокровно отдал приказ о расстреле комиссаров. Расстрел состоялся незамедлительно за казармами мятежного 2-го полка.
За два дня восстания погибли ещё десять советских руководителей края — комиссаров-большевиков – почти всё большевистское правительство Туркестанской республики. Константин Осипов, провозгласив себя военным диктатором и действуя крайне бескомпромиссно, намеренно отрезал путь к отступлению всем своим соратникам по мятежу. Тем самым не оставляя им никакого другого выбора, кроме пути открытой борьбы с большевистским правительством края.
Однако, несмотря на как будто значительный первоначальный успех, мятеж стал складываться неудачно для восставших. За сутки до восстания по приказу председателя Ташсовета Шумилова сменили охрану Главных железнодорожных мастерских. Один из руководителей повстанцев – большевик Агапов не смог поменять пароль, был разоблачён и арестован рабочими, тем самым восставшим не удалось захватить арсенал в железнодорожных мастерских. Комендант военной крепости левый эсер Иван Белов отказался, несмотря на ультимативные требования Осипова, сдать Крепость и тем самым лишил повстанцев ещё одного источника оружия и боеприпасов. Контингент крепости в тот момент в основном состоял из отрядов венгров-интернационалистов – бывших австро-венгерских военнопленных, вступивших в Красную армию и оставшихся верными советскому правительству Туркестана. В конце концов, именно решительные действия Ивана Белова, начавшего обстрел шестидюймовыми гаубичными снарядами штаба восстания в казармах 2-го стрелкового полка, и решительные действия вооруженного отряда рабочих железнодорожных мастерских под командованием левого эсера Г. А. Колузаева предопределили, несмотря на успешные для мятежников двухдневные уличные бои в городе, исход событий.
В конечном счете, повстанцам, захватившим большую часть города, в том числе и помещения отделений милиции и ЧК, несмотря на оказанное их сотрудниками отчаянное сопротивление, так и не удалось захватить ключевые объекты — железнодорожные мастерские (цитадель рабочих) и военную крепость.
Был создан временный Реввоенсовет в основном из левых эсеров. В подавлении восстания активно участвовали рабочие дружины железнодорожных мастерских, одним из командиров которых был Д. И. Манжара, и вооружённые дружины бедноты Старого города под руководством Бабаджанова. 20 января при поддержке орудий Белова рабочие отряды вместе с оставшимися верными революции войсками начали теснить повстанческие части и к полудню стало ясно, что восстание потерпело поражение.
В мемуарах младшего сына Великого князя Николая Константиновича — Александра Николаевича (князя Искандера), принимавшего участие в восстании К. Осипова, изданных в 1957 году в «Военно-историческом вестнике» под названием «Небесный поход Архивная копия от 23 января 2009 на Wayback Machine», даётся яркая картина происходившего в Ташкенте во время восстания.

## Поражение восстания
Осипов решил лишить средств советское правительство края, для этого он изъял под расписку золотой запас Туркестана, хранившийся в городском банке в виде наличной валюты в бумажных деньгах и золотых слитках и золотых червонцах. Днем 20 января ценности были из банка изъяты и мятежники стали уходить из города на север по Московскому проспекту по направлению к Чимкенту.
Когда последние очаги сопротивления большевикам были подавлены, Реввоенсовет принял решение преследовать повстанцев. По железной дороге в Чимкент, чтобы опередить Осипова, отправился Перовский отряд Селиверстова численностью 500 человек. Эскадрон под командованием Лея (200 сабель) отправили в погоню по следу конвоя Осипова. Однако отряды Осипова совершили сложный манёвр и часть сил (возможно не основная) стала уходить в горы по направлению к Чимгану.
Отряд Селиверстова, прибывший под Чимкент и усиленный лёгкими орудиями, всю ночь поджидал подхода повстанцев к городу Чимкенту. В тот год в январе в Ташкенте мороз достигал -30 °C. К утру 23 января, после подхода к Чимкенту колонны повстанцев, завязался бой. Ввиду численного превосходства большевиков и наличия у них орудий, победа осталась за Перовским отрядом. Но золота победителям обнаружить не удалось. Свою неудачу они объяснили руководству тем, что «… под огнём Осипов в спешном порядке перегрузил золото на лошадей и бросился на юг, надеясь укрыться в горах». В конце концов, повстанцев стали преследовать и в горах, однако они оказывали преследователям ожесточенное сопротивление.
Последний бой повстанцев с их преследователями произошёл в заснеженных горах, в отрогах Пскемского хребта у кишлака Карабулак уже далеко за Чимганом.
Обороняющиеся до последнего сдерживали атаки красных. И только когда были расстреляны последние пулеметные ленты, они, взяв с собой местных проводников, ушли к перевалам.
Утром красноармейцы вошли в селение. В доме местного бая обнаружили сундук, набитый николаевскими кредитками, но золота и драгоценностей не было. Так же не удалось захватить и самого руководителя восстания — Константина Осипова. Последующая погоня результата не принесла — в горах начался сход снежных лавин и преследователи решили, что Осипова с его соратниками накрыл снежный вал и гнаться больше было не за кем.
Попытка чекистов весной откопать тела осиповцев из-под снежных завалов результата не дала: ни золота, ни трупа лидера восстания так и не нашли. Летом в Ташкент поступила сенсационная агентурная информация: Осипов жив. Как наиболее вероятную версию на тот момент чекисты сочли, что почти без снаряжения в жуткий мороз он перевалил через Пскемский и Чаткальский хребты (каждый 4000 м над уровнем моря). Однако при внимательном современном анализе этой версии возникают некоторые сомнения в её достоверности, поскольку причины, по которым она казалась достоверной следственным органам в тот момент — остаются не вполне понятны сейчас.
Передохнув в кишлаках по ту сторону гор до апреля 1919 года, в сопровождении небольшой группы сподвижников, уцелевших в ледовом походе, Осипов спустился в Ферганскую долину к Мадамин-беку.
Некоторое время Константин Осипов был у курбаши главным военным советником и, используя старые связи в Коканде, доставал оружие. Вместе с Мадамин-беком он спланировал захват города Скобелева, но отряды курбаши не выдержали кавалерийской атаки красных и потерпели поражение. Поняв, что у курбаши нет будущего, Осипов со своими людьми перебрался в Бухару, которая пока сохраняла независимость от красной России. Здесь он примкнул к белогвардейцам, и это помогло агентам советской разведки быстро засечь его.
Полномочный представитель советского правительства при бухарском эмире решительно потребовал выдачи мятежников. Сейид Алим-хан, эмир Бухары, опасаясь за своё маленькое царство, не стал сердить Ташкент. Группу офицеров из окружения Осипова арестовали, но сам он исчез. Как оказалось, навсегда. Как писал в своих воспоминаниях Александр Искандер, Осипов был убит, когда отправился из Бухары на Ашхабадский фронт.
В 1920 году советская власть добралась и до владений эмира, и Сеиду Алим-хану пришлось эмигрировать в Афганистан. По непроверенным данным, в 1926 году при дворе бежавшего из Бухары в Кабул эмира видели Осипова.

## Судьба золота
Имеются сведения, что золото и драгоценности были сданы эмиру Бухары после того, как участники мятежа перебрались в Бухарский эмират. Хотя даже после захвата Красной армией Бухары в 1920 году это золото и драгоценности найдены не были.
Вполне вероятно, что прежде чем уйти высоко в горы, а затем спуститься в Ферганскую долину, большую часть сокровищ Осипов спрятал в горах ещё до подхода к высокогорным ледяным перевалам или в уединенных предгорных кишлаках, чтобы не обременять себя бесполезным в военном отношении грузом и не подвергать себя риску при его транспортировке.